# Geórgia nos Jogos Olímpicos de Verão de 2024
Geórgia participou dos Jogos Olímpicos de Verão de 2024, realizados em Paris, na França, entre os 26 de julho e 11 de agosto. Foi a oitava aparição consecutiva da nação nos Jogos Olímpicos de Verão na era pós-soviética, sendo representado por 28 atletas que competiram em nove esportes.
Conquistou sete medalhas, três delas de ouro, com Lasha Bekauri no judô, Geno Petriashvili na luta livre e Lasha Talakhadze no halterofilismo; três de prata, com Tato Grigalashvili e Ilia Sulamanidze, ambos no judô e Givi Matcharashvili na luta livre; e uma de bronze com Lasha Guruli na categoria até 63,5 kg masculino do boxe.

## Medalhas
| Atleta              | Esporte        | Evento                     | Medalha |
| ------------------- | -------------- | -------------------------- | ------- |
| Lasha Bekauri       | Judô           | Até 90 kg masculino        | Ouro    |
| Geno Petriashvili   | Lutas          | Livre até 125 kg masculino | Ouro    |
| Lasha Talakhadze    | Halterofilismo | Mais de 102 kg masculino   | Ouro    |
| Tato Grigalashvili  | Judô           | Até 81 kg masculino        | Prata   |
| Ilia Sulamanidze    | Judô           | Até 100 kg masculino       | Prata   |
| Givi Matcharashvili | Lutas          | Livre até 97 kg masculino  | Prata   |
| Lasha Guruli        | Boxe           | Até 63,5 kg masculino      | Bronze  |

## Competidores
Esta foi a participação por modalidade nesta edição:
| Esporte        | Masculino | Feminino | Total |
| -------------- | --------- | -------- | ----- |
| Atletismo      | 0         | 1        | 1     |
| Boxe           | 2         | 0        | 2     |
| Esgrima        | 1         | 0        | 1     |
| Ginástica      | 0         | 1        | 1     |
| Halterofilismo | 3         | 0        | 3     |
| Judô           | 7         | 3        | 10    |
| Lutas          | 7         | 0        | 7     |
| Natação        | 1         | 1        | 2     |
| Tiro           | 0         | 1        | 1     |
| Total          | 21        | 7        | 28    |

### Atletismo
- Q = Qualificado para a próxima fase
- q = Qualificado para a próxima fase como o perdedor mais rápido ou, em eventos de campo, pela posição sem atingir o alvo para qualificação
- N/A = Fase não aplicável para o evento
- Bye = Atleta não precisou disputar aquela fase

Feminino
Eventos de pista
| Atleta           | Evento | Preliminar | Preliminar | Baterias    | Baterias    | Semifinal   | Semifinal   | Final       | Final       | Ref.  |
| Atleta           | Evento | Tempo      | Pos.       | Tempo       | Pos.        | Tempo       | Pos.        | Tempo       | Pos.        | Ref.  |
| ---------------- | ------ | ---------- | ---------- | ----------- | ----------- | ----------- | ----------- | ----------- | ----------- | ----- |
| Lika Kharchilava | 100 m  | 12.37      | 5          | Não avançou | Não avançou | Não avançou | Não avançou | Não avançou | Não avançou | [ 5 ] |

### Boxe
Masculino
| Atleta                | Evento      | Primeira fase        | Oitavas de final     | Quartas de final        | Semifinal            | Final                | Final             | Ref.  |
| Atleta                | Evento      | Adversário Resultado | Adversário Resultado | Adversário Resultado    | Adversário Resultado | Adversário Resultado | Pos.              | Ref.  |
| --------------------- | ----------- | -------------------- | -------------------- | ----------------------- | -------------------- | -------------------- | ----------------- | ----- |
| Lasha Guruli          | Até 63,5 kg | Bye                  | AZE M Hasanov V 5–0  | KAZ M Bazarbayuly V 3–2 | CUB E Álvarez D 0–5  | Não avançou          | Medalha de bronze | [ 6 ] |
| Georgii Kushitashvili | Até 92 kg   | —                    | TJK D Boltaev D 2–3  | Não avançou             | Não avançou          | Não avançou          | Não avançou       | [ 7 ] |

### Esgrima
Masculino
| Atleta         | Evento | Fase de 64           | Fase de 32           | Oitavas de final     | Quartas de final     | Semifinal            | Final                | Final       | Ref.  |
| Atleta         | Evento | Adversário Resultado | Adversário Resultado | Adversário Resultado | Adversário Resultado | Adversário Resultado | Adversário Resultado | Pos.        | Ref.  |
| -------------- | ------ | -------------------- | -------------------- | -------------------- | -------------------- | -------------------- | -------------------- | ----------- | ----- |
| Sandro Bazadze | Sabre  | Bye                  | MEX G Zea V 15–6     | EGY M Amer D 14–15   | Não avançou          | Não avançou          | Não avançou          | Não avançou | [ 8 ] |

### Ginástica

#### Trampolim
Feminino
| Atleta        | Evento     | Qualificação | Qualificação | Final       | Final       | Ref.  |
| Atleta        | Evento     | Total        | Pos.         | Total       | Pos.        | Ref.  |
| ------------- | ---------- | ------------ | ------------ | ----------- | ----------- | ----- |
| Luba Golovina | Individual | 53.620       | 11           | Não avançou | Não avançou | [ 9 ] |

### Halterofilismo
Masculino
| Atleta            | Evento         | Arranco | Arranco | Arremesso | Arremesso | Total | Pos.            | Ref.   |
| Atleta            | Evento         | Result. | Pos.    | Result.   | Pos.      | Total | Pos.            | Ref.   |
| ----------------- | -------------- | ------- | ------- | --------- | --------- | ----- | --------------- | ------ |
| Shota Mishvelidze | Até 61 kg      | 121     | 6       | 135       | 6         | 256   | 6               | [ 10 ] |
| Irakli Chkheidze  | Até 102 kg     | 179     | 7       | 214       | 4         | 393   | 5               | [ 11 ] |
| Lasha Talakhadze  | Mais de 102 kg | 215     | 2       | 255       | 1         | 470   | Medalha de ouro | [ 12 ] |

### Judô
Masculino
| Atleta                | Evento         | Primeira fase         | Oitavas                    | Quartas                    | Semifinais                   | Repescagem           | Final / DB             | Final / DB       | Ref.   |
| Atleta                | Evento         | Adversário Resultado  | Adversário Resultado       | Adversário Resultado       | Adversário Resultado         | Adversário Resultado | Adversário Resultado   | Pos.             | Ref.   |
| --------------------- | -------------- | --------------------- | -------------------------- | -------------------------- | ---------------------------- | -------------------- | ---------------------- | ---------------- | ------ |
| Giorgi Sardalashvili  | Até 60 kg      | Bye                   | ISR Y Wolczak V 11–00      | TUR S Yıldız D 00–01       | Não avançou                  | KOR Kim W-j V 10–00  | ESP F Garrigós D 00–01 | =5               | [ 13 ] |
| Vazha Margvelashvili  | Até 66 kg      | Bye                   | FRA W Khyar D 00–10        | Não avançou                | Não avançou                  | Não avançou          | Não avançou            | =9               | [ 14 ] |
| Lasha Shavdatuashvili | Até 73 kg      | FRA J Gaba D 00–10    | Não avançou                | Não avançou                | Não avançou                  | Não avançou          | Não avançou            | =17              | [ 15 ] |
| Tato Grigalashvili    | Até 81 kg      | MDA M Latișev V 10–00 | AUT W Borchashvili V 01–00 | TJK S Makhmadbekov V 01–00 | KOR Lee J-h V 01–00          | —                    | JPN T Nagase D 00–11   | Medalha de prata | [ 16 ] |
| Lasha Bekauri         | Até 90 kg      | Bye                   | BUL I Ivanov V 01–00       | KOR Han J-y V 10–00        | ESP T Mosakhlishvili V 10–00 | —                    | JPN S Murao V 10–01    | Medalha de ouro  | [ 17 ] |
| Ilia Sulamanidze      | Até 100 kg     | Bye                   | ITA G Pirelli V 10–00      | JPN A Wolf V 01–00         | SUI D Eich V 10–00           | —                    | AZE Z Kotsoiev D 01–10 | Medalha de prata | [ 18 ] |
| Guram Tushishvili     | Mais de 100 kg | Bye                   | SEN M Ndiaye V 10–00       | FRA T Riner D 00–10        | Não avançou                  | UZB A Yusupov D DSQ  | Não avançou            | =7               | [ 19 ] |

Feminino
| Atleta              | Evento        | Primeira fase        | Oitavas               | Quartas              | Semifinais           | Repescagem                 | Final / DB            | Final / DB | Ref.   |
| Atleta              | Evento        | Adversário Resultado | Adversário Resultado  | Adversário Resultado | Adversário Resultado | Adversário Resultado       | Adversário Resultado  | Pos.       | Ref.   |
| ------------------- | ------------- | -------------------- | --------------------- | -------------------- | -------------------- | -------------------------- | --------------------- | ---------- | ------ |
| Eteri Liparteliani  | Até 57 kg     | GBR L Nairne V 10–00 | UZB S Aminova V 01–00 | BRA R Silva D 00–10  | Não avançou          | MGL E Lkhagvatogoo V 10–00 | FRA S Cysique D 00–11 | =5         | [ 20 ] |
| Eter Askilashvili   | Até 63 kg     | SLO A Leški D 00–10  | Não avançou           | Não avançou          | Não avançou          | Não avançou                | Não avançou           | =17        | [ 21 ] |
| Sophio Somkhishvili | Mais de 78 kg | GER R Lucht V 10–00  | FRA R Dicko D 00–10   | Não avançou          | Não avançou          | Não avançou                | Não avançou           | =9         | [ 22 ] |

Misto
| Atleta | Evento | Primeira fase        | Oitavas              | Quartas              | Semifinais           | Repescagem           | Final / DB           | Final / DB | Ref.   |
| Atleta | Evento | Adversário Resultado | Adversário Resultado | Adversário Resultado | Adversário Resultado | Adversário Resultado | Adversário Resultado | Pos.       | Ref.   |
| --- | ------ | -------------------- | -------------------- | -------------------- | -------------------- | -------------------- | -------------------- | ---------- | ------ |
| Giorgi Sardalashvili Vazha Margvelashvili Lasha Shavdatuashvili Tato Grigalashvili Lasha Bekauri Ilia Sulamanidze Eteri Liparteliani Eter Askilashvili Sophio Somkhishvili | Equipe | Bye                  | ITA Itália D 3–4     | Não avançou          | Não avançou          | Não avançou          | Não avançou          | =9         | [ 23 ] |

### Lutas

#### Greco-romana
Masculino
| Atleta              | Evento    | Oitavas                  | Quartas              | Semifinais           | Repescagem             | Final / DB           | Final / DB  | Ref.   |
| Atleta              | Evento    | Adversário Resultado     | Adversário Resultado | Adversário Resultado | Adversário Resultado   | Adversário Resultado | Pos.        | Ref.   |
| ------------------- | --------- | ------------------------ | -------------------- | -------------------- | ---------------------- | -------------------- | ----------- | ------ |
| Ramaz Zoidze        | Até 67 kg | KGZ A Ismailov D 1–12    | Não avançou          | Não avançou          | Não avançou            | Não avançou          | Não avançou | [ 24 ] |
| Lasha Gobadze       | Até 87 kg | ALG B Sid Azara V 2–1    | BUL S Novikov D 3–8  | Não avançou          | DEN T Bisultanov D 0–6 | Não avançou          | Não avançou | [ 25 ] |
| Robert Kobliashvili | Até 97 kg | AIN A Khaslakhanau D 1–9 | Não avançou          | Não avançou          | Não avançou            | Não avançou          | Não avançou | [ 26 ] |

#### Livre
Masculino
| Atleta                 | Evento     | Oitavas                     | Quartas                 | Semifinais                  | Repescagem           | Final / DB             | Final / DB       | Ref.   |
| Atleta                 | Evento     | Adversário Resultado        | Adversário Resultado    | Adversário Resultado        | Adversário Resultado | Adversário Resultado   | Pos.             | Ref.   |
| ---------------------- | ---------- | --------------------------- | ----------------------- | --------------------------- | -------------------- | ---------------------- | ---------------- | ------ |
| Goderdzi Dzebisashvili | Até 65 kg  | ARM V Tevanyan D 0–11       | Não avançou             | Não avançou                 | Não avançou          | Não avançou            | Não avançou      | [ 27 ] |
| Vladimeri Gamkrelidze  | Até 86 kg  | UZB J Shapiev D 1–5         | Não avançou             | Não avançou                 | Não avançou          | Não avançou            | Não avançou      | [ 28 ] |
| Givi Matcharashvili    | Até 97 kg  | RSA N De Lange V 12–2       | UKR M Mchedlidze V 11–0 | AZE M Magomedov V 5–0       | —                    | BRN A Tazhudinov D 0–2 | Medalha de prata | [ 29 ] |
| Geno Petriashvili      | Até 125 kg | UKR O Khotsianivskyi V 11–0 | POL R Baran V 9–2       | AZE G Meshvildishvili V 7–0 | —                    | IRI A Zare V 10–9      | Medalha de ouro  | [ 30 ] |

### Natação
Masculino
| Atleta         | Evento       | Eliminatórias | Eliminatórias | Semifinal   | Semifinal   | Final       | Final       | Ref.   |
| Atleta         | Evento       | Tempo         | Pos.          | Tempo       | Pos.        | Tempo       | Pos.        | Ref.   |
| -------------- | ------------ | ------------- | ------------- | ----------- | ----------- | ----------- | ----------- | ------ |
| Noe Pantskhava | 100 m costas | 56.46         | 41            | Não avançou | Não avançou | Não avançou | Não avançou | [ 31 ] |

Feminino
| Atleta         | Evento          | Eliminatórias | Eliminatórias | Semifinal   | Semifinal   | Final       | Final       | Ref.   |
| Atleta         | Evento          | Tempo         | Pos.          | Tempo       | Pos.        | Tempo       | Pos.        | Ref.   |
| -------------- | --------------- | ------------- | ------------- | ----------- | ----------- | ----------- | ----------- | ------ |
| Ana Nizharadze | 100 m borboleta | 1:02.85       | 28            | Não avançou | Não avançou | Não avançou | Não avançou | [ 32 ] |

### Tiro
Feminino
| Atleta          | Evento             | Qualificação | Qualificação | Final       | Final       | Ref.   |
| Atleta          | Evento             | Marca        | Pos.         | Marca       | Pos.        | Ref.   |
| --------------- | ------------------ | ------------ | ------------ | ----------- | ----------- | ------ |
| Nino Salukvadze | Pistola de ar 10 m | 562          | 38           | Não avançou | Não avançou | [ 33 ] |
| Nino Salukvadze | Pistola livre 25 m | 563          | 40           | Não avançou | Não avançou | [ 33 ] |